# NGC 1071
NGC 1071 ist eine Balken-Spiralgalaxie mit aktivem Galaxienkern vom Hubble-Typ SBa im Sternbild Walfisch südlich der Ekliptik. Sie ist schätzungsweise 504 Millionen Lichtjahre von der Milchstraße entfernt und hat einen Durchmesser von etwa 185.000 Lj.

Im selben Himmelsareal befinden sich u. a. die Galaxien NGC 1033, NGC 1048, NGC 1064, NGC 1069.
Das Objekt wurde im Jahr 1886 von Francis Preserved Leavenworth entdeckt.